# Oreoí
Oreoí är en ort i Grekland.   Den ligger i prefekturen Nomós Evvoías och regionen Grekiska fastlandet, i den centrala delen av landet, 120 km nordväst om huvudstaden Aten. Oreoí ligger 18 meter över havet och antalet invånare är 1 293. Den ligger på ön Euboia.
Terrängen runt Oreoí är kuperad åt sydväst, men åt nordost är den platt. Havet är nära Oreoí åt nordväst. Runt Oreoí är det ganska glesbefolkat, med 45 invånare per kvadratkilometer. Närmaste större samhälle är Istiaía, 4,5 km öster om Oreoí. Trakten runt Oreoí består till största delen av jordbruksmark.